# Phú Hòa 1
Phú Hòa 1 là một xã thuộc tỉnh Đắk Lắk, Việt Nam.

## Lịch sử
Ngày 16 tháng 6 năm 2025, Ủy ban Thường vụ Quốc hội ban hành Nghị quyết số 1660/NQ-UBTVQH15 về việc sắp xếp các đơn vị hành chính cấp xã của tỉnh Đắk Lắk năm 2025 (có hiệu lực từ ngày 1 tháng 7 năm 2025). Trong đó, hợp nhất thị trấn Phú Hòa, các xã Hòa Thắng, Hòa Định Đông, Hòa Định Tây, Hòa Hội và một phần diện tích tự nhiên, dân số của xã Hòa An thành xã Phú Hòa 1.